# دختر عشوه‌گر
دختر عشوه‌گر، فیلمی به کارگردانی مهدی ژورک و نویسندگی احمد نجیب‌زاده محصول سال ۱۳۴۷ است.

## بازیگران
- منوچهر وثوق
- سهیلا
- غلامحسین بهمنیار
- یدالله محمدی‌نژاد
- حسین اشراق
- شیده
- احمد قدکچیان